# Le Monde
«Монд» (Le Monde с фр. — «Мир») — французская ежедневная вечерняя газета леволиберальных взглядов с тиражом 364 240 экземпляров (на 2014 год). Штаб-квартира расположена в 13-м округе Парижа по адресу бульвар Огюст Бланки, 80 (Boulevard Auguste Blanqui, 80).

## История
«Монд» была основана Юбером Бёвом-Мери́ (1902—1989) по распоряжению Шарля де Голля в 1944 году. Первый номер газеты вышел 19 декабря 1944 года. С 19 декабря 1995 года газета доступна онлайн.

## Владельцы
До 2010 года крупнейшим акционером издания был штат журналистов газеты — 53 % принадлежали сотрудникам и служащим газеты, оставшиеся 47 % делили между собой Danone, BNP Paribas и французский магнат Франсуа Пино. В конце 2010 года Ксавье Ньель, Матье Пига и Пьер Берже за $150 млн приобрели 64 % акций газеты, оказавшейся на грани банкротства. Новые владельцы, проведя реструктуризацию компании, смогли добиться, чтобы «Монд» впервые за последние десять лет стала прибыльной.

## Главы совета директоров
- Юбер Бёв-Мери (Hubert Beuve-Méry), 1944—1969
- Жак Фове (Jacques Fauvet), 1969—1981
- Клод Жюльен (Claude Julien), 1981—1982
- Андре Лоран (André Laurens), 1982—1985
- Андре Фонтен (André Fontaine), 1985—1991
- Жак Лесурн (Jacques Lesourne), 1991—1994
- Жан-Мари Коломбани (Jean-Marie Colombani), 1994—2007
- Пьер Жанте (Pierre Jeantet), 2007—2008
- Эрик Фотторино (Éric Fottorino), 2008—2011
- Эрик Израэлевич (Erik Izraelewicz), с февраля 2011 по ноябрь 2012[4]